# RDS-6s
RDS-6s es el nombre de la primera bomba de fusión nuclear soviética, desarrollada por un equipo de investigadores liderados por Andréi Sájarov y Yuli Jaritón. El trabajo de la bomba comenzó en 1945. Fue probada en el Sitio de pruebas de Semipalátinsk el 12 de agosto de 1953.

## Diseño
La RDS-6s era un arma cuyo diseño era intermedio entre las armas de fisión intesificada y las armas termonucleares de dos etapas. El diseño de la bomba era conocido como Sloika, un pastel en capas típico de la repostería rusa, por la disposición de los materiales nucleares. Esta bomba poseía un núcleo de uranio-235, rodeado por capas de material fusionable y fisionable. El material fusionable estaba compuesto por deuteruro y tritiuro de litio-6, y el material fisionable era uranio natural. Este diseño permitía lograr el concepto de reacción fisión-fusión-fisión. Las dimensiones de la bomba eran cercanas a la de la RDS-1, lo que le permitía ser arrojada por bombarderos pesados, algo que no fue alcanzado por los estadounidenses con un arma de fusión hasta 1956. Sin embargo, este diseño de bomba no llegó a probarse como arma desplegable sino hasta el 6 de noviembre de 1955, con la bomba RDS-27, con un diseño idéntico a este pero que no utilizaba tritio.

## Desarrollo
El comienzo de los primeros trabajos sobre el programa termonuclear en la Unión Soviética se remonta a 1945, luego de que Ígor Kurchatov recibiera la información sobre las investigaciones llevadas a cabo en los Estados Unidos sobre la fusión nuclear. Estas fueron iniciadas por Edward Teller en 1942. Para 1948 los soviéticos ya habían acumulado información suficiente. El encargado de la investigación fue Yákov Zeldóvich, quien formó un grupo de trabajo en 1948 con los físicos Andréi Sájarov, Vitali Ginzburg, y Víktor Davidenko.
El desarrollo de armas termonucleares fue convirtiendo en una prioridad para la Unión Soviética. Durante la primavera de 1950 los físicos nucleares Ígor Tamm, Andréi Sájarov y Yuri Románov se trasladaron a un laboratorio en Arzamas-16 y comenzaron un intenso trabajo sobre la bomba de hidrógeno.
En 1948, sobre la base de cálculos Sájarov propuso la idea del diseño básico de una bomba de hidrógeno, la RDS-6. Después de esto, se desarrollaron dos diseños distintos: El "Sloika" (RDS-6s), que estaba constituida de una carga nuclear rodeada por varias capas de elementos ligeros y pesados; y el "Truba" (RDS-6t), en el que se sumerge el núcleo de plutonio en deuterio líquido. Los estadounidenses desarrollaron diseños similares. Por ejemplo, el diseño "Alarm clock", que fue creado por Edward Teller, es un análogo de la "Sloika" de Sajarov, pero nunca fue utilizado en la práctica. Pero el diseño "truba" en el que los científicos trabajaron durante tanto tiempo, era una idea sin salida. Después de la prueba de la bomba RDS-1, los principales esfuerzos se han concentrado en una variante del "sloika". La Comisión Estatal, presidida por Igor Kurchatov Vasilyevich, analizó los resultados de las pruebas e informaron de sus puntos de vista al Gobierno, y se decidió poner a prueba la primera bomba de hidrógeno, el 12 de agosto de 1953, a las 7 horas y 30 minutos (hora local).
El montaje de la carga fue llevado a cabo por Nikolái Dújov, D. A. Fishman y N. A. Terletski, liderados por Jaritón y en presencia de Kurchátov. La preparación del sistema de automatización fue realizada por V. I. Zhuchijinim y G. A. Tsirkov. Participaron también A. D. Zajarenkov y E. A. Negin. El equipo encargado de detonar la bomba después de ser levantada en la torre estaba formado por A. D. Zajarenkov y G. P. Lominskim liderados por K. N. Shchyolkin y en presencia de Avraami Zaveniaguin.

## Prueba
El Polígono de Semipalatinsk fue sitio de intensa preparación para la prueba, en donde se dispusieron diferentes edificios, equipo de grabación, equipo militar y otras instalaciones. En general, se instalaron:
- 1300 equipos de medición, registro y filmación;
- 1700 indicadores diversos;
- 16 aeronaves;
- 7 tanques;
- 17 cañones y morteros.

En total había 190 estructuras diferentes sobre el terreno. En esta prueba se utilizó por primera vez una toma de muestras radioquímicas al vacío, que se abría automáticamente con la onda de choque. En la prueba de la RDS-6s se realizaron 500 mediciones diferentes, los equipos de grabación y filmación fueron instalados en casamatas subterráneas y estructuras duraderas sobre el suelo. Se cumplieron las pruebas de aviación (medición de la presión de la onda de choque sobre un avión en el aire en el momento de la explosión, toma de muestras de aire de la nube radiactiva, fotografía aérea y alrededores, entre otros) para llevar a cabo una parte especial del vuelo. La detonación de la bomba se llevó a cabo de forma remota, con un panel de mando a distancia, que estaba en un bunker.
La señal para detonar fue recibida a las 7:30 a. m., el 12 de agosto de 1953. El horizonte se iluminó con un destello tan brillante que cegaba aun estando con gafas de sol. La potencia de la explosión fue de 400 kilotones, 20 veces más grande que la bomba lanzada sobre Nagasaki. Yuli Jariton, luego del análisis de la prueba, estimó que entre el 15-20 % de la energía liberada provino de las reacciones de fusión nuclear, y el resto provino de la fisión nuclear del uranio-238 con neutrones rápidos. En la bomba RDS-6s se utilizó por primera vez combustible termonuclear "seco", lo que constituye un gran avance.

## Importancia
Después de la exitosa prueba, muchos de los ingenieros, investigadores y trabajadores que participaron en el proyecto recibieron órdenes y medallas. El creador principal de la primera bomba de hidrógeno soviética, Andrei Sajarov, con doctorado en Ciencias Matemáticas de inmediato se convirtió en un académico. Fue galardonado con el título de Héroe del Trabajo Socialista y con el Premio Stalin. Se les dio título de Héroe del Trabajo Socialista, por segunda vez a Yuli Jaritón, K. N. Shchyolkin, Y. B. Zeldóvich y Nikolái Dújov. La prueba de la bomba RDS-6s demostró que la Unión Soviética logró crear por primera vez en el mundo una bomba de hidrógeno compacta (que además era arrojable desde el aire por bombarderos Tu-16) con un enorme poder destructivo. Hasta ese entonces los estadounidenses sólo tenían bombas termonucleares "del tamaño de una casa de tres pisos", literalmente. La Unión Soviética anunció que poseía armas termonucleares, y además estaban capacitadas para el bombardeo estratégico. A pesar de esta declaración, los expertos estadounidenses niegan, basándose en el hecho de que la bomba soviética no era una "verdadera" bomba termonuclear, ya que no está diseñada en base al diseño de implosión de radiación o bomba termonuclear de dos etapas (diseño "Teller-Ulam"). Sin embargo, hasta 1954 los EE. UU. no poseían bombas termonucleares transportables. La primera prueba de una bomba termonuclear de dos etapas soviética, la RDS-37, de diseño análogo al "Teller-Ulam" estadounidense, ocurrió el 22 de noviembre de 1955 en el polígono de Semipalátinsk. Al igual que la RDS-6 utilizaba deuteruro de litio-6 como combustible termonuclear.